# Giacinto Carini (cacciatorpediniere)
Il Giacinto Carini è stato un cacciatorpediniere della Regia Marina. L'unità è dedicata al politico e patriota garibaldino Giacinto Carini.

## Storia
Una volta in servizio, la nave fu assegnata alla IV Squadriglia Cacciatorpediniere, di base a Brindisi. 
Il 10 marzo 1918 appoggiò – insieme agli esploratori Mirabello, Rossarol, Poerio e Riboty, al cacciatorpediniere Pilade Bronzetti ed alla squadriglia cacciatorpediniere francese «Casque» – un'azione dei MAS 99 e 100, trainati rispettivamente dai cacciatorpediniere Nievo e Mosto, contro il naviglio austriaco a Portorose: l'operazione, rimandata per via del maltempo, fu nuovamente interrotta il 16 marzo sempre per il tempo avverso e nuovamente l'8 aprile perché la ricognizione aerea aveva accertato che il porto di Portorose era vuoto.
Nella notte tra il 9 ed il 10 aprile 1918, mentre, assieme ad altri 6 o 7 cacciatorpediniere italiani e francesi, scortava le tre corazzate della II Divisione Navale da Brindisi a Taranto, il Carini speronò accidentalmente il gemello Cairoli: mentre il Cairoli, irrimediabilmente danneggiato, affondò al largo di Santa Maria di Leuca, il Carini poté rientrare il porto ma ebbe la prua completamente distrutta. 
Appena un'ora prima della collisione tra Carini e Cairoli altri due cacciatorpediniere appartenenti alla stessa formazione, i francesi Mangini e Faulx, erano entrati in collisione con l'affondamento di quest'ultimo.
Stante la gravità dei danni il Carini trascorse la rimanente parte della guerra ai lavori.
Nella sera del 30 agosto 1923, durante la crisi di Corfù, il Carini fece parte – insieme ai cacciatorpediniere Cascino, Montanari, La Farina e Medici, alle corazzate Cesare e Cavour, agli incrociatori corazzati San Giorgio e San Marco, alle torpediniere 50 OS e 53 AS, ai MAS 401, 404, 406 e 408 ed ai sommergibili Provana e Barbarigo – della squadra che bombardò ed occupò l’isola in questione.
Nel periodo interbellico il Carini fu impiegato intensamente sia in Mediterraneo che in Mar Rosso.
Dal 28 giugno al 23 dicembre 1916 comandò la nave il capitano di corvetta (poi capitano di fregata) Carlo Bergamini.
Nel 1929 l'unità fu declassata a torpediniera.
Il 16 luglio 1931 assunse nuovamente il comando dell'unità, mantenendolo sino al 24 marzo 1932, il capitano di fregata Bergamini, che sperimentò sulla Carini un nuovo tipo di centrale di tiro da lui ideata, la «Galileo-Bergamini».
Nei primi mesi del 1940 comandò la nave il capitano di corvetta Lorenzo Bezzi.
All'ingresso dell'Italia nella seconda guerra mondiale, il 10 giugno 1940, la Carini apparteneva alla XVI Squadriglia Torpediniere (Curtatone, Castelfidardo, Calatafimi, Monzambano, Giuseppe La Masa) con base a La Spezia. 
Durante il secondo conflitto mondiale la nave operò principalmente in missioni di scorta.
Tra il 9 ed il 15 giugno 1940 Carini, Curtatone ed una terza torpediniera, la Sirio, scortarono i posamine Fasana, Crotone, Orlando e Gasperi intenti ad effettuare la posa di campi minati nelle acque dell'isola d'Elba.
Dopo il 1940 l'unità fu sottoposta a lavori di modifica che videro la rimozione di due cannoni da 102 mm, la sostituzione dei pezzi da 76 mm con 6 mitragliere da 20 mm e l'eliminazione di due tubi lanciasiluri da 450 mm.
Nell'aprile 1941 venne installato a bordo dell'unità la versione definitiva del radar EC3/ter «Gufo», realizzato all'inizio dello stesso anno, che nelle prove effettuate rilevò un bersaglio a 12 km ed un aereo a 8 km di distanza.
L'11 novembre 1942 entrò in collisione, nel porto di Genova, con il motoveliero/vedetta foranea V 208 Araldo.
Il 21 settembre 1943, in seguito alla proclamazione dell'armistizio, la Carini e la gemella Fabrizi si consegnarono agli Alleati a Malta. Il 5 ottobre le due vetuste unità, insieme alle ben più moderne torpediniere Aliseo, Animoso, Ardimentoso, Fortunale ed Indomito, lasciarono l'isola e rientrarono in Italia.
La Carini continuò a prestare servizio, in missioni svolse per conto degli Alleati, anche durante la cobelligeranza (1943-1945).
Nel 1953 l'ormai obsoleta e consunta Carini venne declassata a dragamine meccanico costiero, assumendo la sigla di M 5331.
Radiata nel 1958, fu riclassificata come pontone con sigla GM 517 ed adibita all'addestramento degli allievi delle scuole CEMM (Corpo Equipaggi Militari Marittimi) alla Maddalena per alcuni anni, dopo di che fu avviato alla demolizione, che ebbe inizio nel maggio 1963.